# Паломник (книга)
«Паломник» — роман-медитація у віршах українського письменника Ігоря Павлюка, виданий у Києві видавництвом «ФОП Ретівов Тетяна» в 2018 році.
Передмова Ігоря Павлюка «Вертикаль (Молитва перед сповіддю)».
Художнє оформлення Костянтин Кукушкін.

## Анотація
|  | Цей роман відомого письменника — про народження і смерть, любов і ненависть, воскресіння і переродження, які кожен має пережити сам. Хтось шукатиме в цій книзі паралелі із «Паломництвом Чайльд Гарольда» лорда Байрона, хтось, можливо, із «Метаморфозами» Овідія... Але всі паралелі й компаративи тут діло другорядне і смакове. В ліро‐епічний, драматичний наратив тексту «Паломника» інкрустовані поліритмічні «Зміна ритму», «Внутрішній голос», «Голос літописця», які органічно симфонізовують подекуди медитативне звучання розмови подорожнього з людьми, із самим собою, із Всевишнім... |

## Вислови про книгу (див. зворот обкладинки та стор. 219—222 книги)
| - Жанрова непередбачуваність творчості Ігоря Павлюка авторові цих рядків добре відома: тут і винайдення нового літературного виду — «проезії», тут і активне видавниче освоєння літпросторів Заходу і Сходу, тут і широка географія реальних мандрівок — від США до Пакистану (хіба що на Марс іще не літав, але хтозна, мо’, й туди проляже колись його шлях: поети — вони «такі»). Як відомо, паломництвом або прощею називають мандрівки віруючих людей до святих місць (скажімо, до Єрусалима у християн, Мекки і Медіни у мусульман, окрім того, є й знакові місця локального значення). Куди ж пролягає шлях героя Павлюкового роману? Вперше читач знайомиться з ним у потязі, який везе вчорашнього випускника до Санкт-Петер… Ігор Ольшевський - Знайомство з творчістю Ігоря Павлюка для мене почалося з окремих творів, але глобально і по-справжньому — саме з роману у віршах «Паломник». Виявилося воно не спланованим і випадковим. Коли починала читати, сумнівалася, чи не заскладними будуть для мене рефлексії на теми віри християнської та язичницької, життя земного та позасвітного, людини у всесвіті та всесвіту в людині… Одначе ні. Роман Павлюка з перших рядків змушує пропускати його крізь себе. Мені відразу здалося: його текст пульсує і плаче, а часом впадає в стан катарсису. Текст, що є живим, що немовби дихає і ллється. Роман з'явився в моєму житті в перехідний момент: закінчувалася осінь, починалася весна. А в моїй душі осені не було кінця. Переломні моменти часто виявляються вирішальними. Так сталося і для мене, коли нарешті почала згадувати, як багато може дати людині хороша книга. Справжня книга. З тих, які зараз не знайдеш на кожному кроці, але яких все одно потребують душі. І саме таким є «Паломник». І наостанок: перехідний момент для мене триває. Можливо, попереду ще багато запитань і помилок. Але період читання роману наблизив мене до умиротворення, як ніхто і ніщо інше. Здається, ніби розмовляєш із давнім, майже забутим другом, здатних вийняти з душі все тяжке і відпустити кудись у небуття. А чи не така розмова потрібна нам у цьому метушливому і часто непростому житті? Ірина Платон - Ігор Павлюк — винятково талановитий поет і в цьому творі він постав у всій своїй красі та силі. Не певен, що хтось інший у нашій літературі спроможний тут скласти йому конкуренцію. Хоча річ, звичайно, не в тому. Мова про текст. А він багатий на цікаві творчі знахідки як на рівні лексеми, фрази, так і строфи. Усе в Павлюка, як апологета неореалістичної літератури, зводиться до слова і тропів, тому мова передусім про них. Серце його поезії — метафора. «Живе в мені метафора Дніпра», — наголошує поет, і, здається, ніколи не переносить строфу на папір, якщо вона не зблисне яскравою і щасливо віднайденою знахідкою. Петро Сорока - Архетип дороги як символ пошуків життєвого сенсу, розчарувань і втрат мандрує літературою давно. Між романом-медитацією Ігоря Павлюка і ліричною поемою Д. Г. Байрона «Паломництво Чайльд Гарольда» пролягли два століття. Обидва твори несуть відбиток розчарування поколінь, які покладали великі надії (в епоху Байрона — на Велику Французьку революцію та зміну Європи після наполеонівських війн, у новітній історії України — на Майдан)… Надвисока емоційно-інформаційна щільність Павлюкового тексту стає можливою завдяки історіософській глибині осягнення дійсності в образній системі, тонкому оперуванню виражально-сугестивними засобами. На зміну динамічним споглядальним замальовкам простору руху приходять калейдоскопічні враження від доль сусідів — випадкових супутників, вектор паломництва змінюється з просторового на часовий, з ретроспекцією долі народу і родини, аби врешті-решт стати зануренням углиб себе. Антоніна Царук |